# بارله ناسائو
بارله ناسائو یک شهر هلندی بلژیکی می‌باشد که در جنوب هلند قرار گرفته است.